# Emerson (football, 1994)
Pour les articles homonymes, voir Emerson.
Emerson Palmieri dos Santos, dit Emerson, né le 8 mars à Santos au Brésil, est un footballeur italo-brésilien, qui évolue au poste de défenseur à West Ham United. Il représente l'Italie sur le plan international.
Brésilien de naissance et membre de la diaspora italienne, Emerson est considéré comme un « oriundo » d'un point de vue sportif. il est le premier joueur de l'histoire du football à remporter tous les trophées européens, à savoir la Ligue des champions de l'UEFA, la Ligue Europa, l'Europa Conference League, la Supercoupe de l'UEFA ainsi que le Championnat d'Europe des nations.

## Biographie

### Santos FC (2012-2015)
Né à Santos au Brésil, Emerson termine sa formation dans les catégories locales de jeunes de Santos et fait ses débuts en équipe première le 17 avril 2011, en remplaçant Keirrison en fin de match lors d'une victoire 3-0 du Campeonato Paulista à domicile contre Paulista. Son premier match en tant que titulaire a lieu le 21 janvier 2012, lors d'un match nul 1:1 à l'extérieur contre l'équipe de Piracicaba. En février, il  retourne dans l'équipe des jeunes, mais il est convoqué pour le match contre Mogi Mirim le mois suivant. Il joue également  contre Ituano et Paulista, où le club est sacré champion du Paulistão pour la troisième fois consécutive.
Le 17 juin, Emerson fait ses débuts en Série A lors d'une défaite 0:1 contre Flamengo. Il marque son premier but le 5 septembre 2013, mais lors d'une défaite 1:2 à l'Atlético Paranaense .

#### Palerme (prêt)
Le 25 août 2014, Emerson est prêté en Serie A à Palerme, avec une clause de rachat. Il fait ses débuts dans la compétition le 24 septembre, en remplaçant Fabio Daprelà en seconde période par un match nul 3-3 à l'extérieur contre Naples.
Emerson dispute neuf matches de championnat pour le club, étant principalement le remplaçant d'Achraf Lazaar, une autre nouvelle recrue.

### AS Roma (2015-2018)
Le 31 août 2015, Emerson rejoint l'AS Roma, pour un prêt de un an. Deuxième à son poste derrière Lucas Digne, il fait ses débuts en club le 4 octobre lors d'une victoire 4:2 à l'extérieur contre son ancien club, Palerme.
Emerson inscrit son premier but en première division italienne le 14 mai 2016, lors d'une victoire 3:1 à l'extérieur contre Milan. Après avoir remplacé Stephan El Shaarawy à la 78e minute, il  inscrit le troisième but de son équipe après une reprise. Son prêt est prolongé pour une nouvelle saison le 7 juillet.
Le 5 décembre 2016, après avoir joué 12 matches dans la première partie de la saison, Emerson est racheté pour un montant de 2 millions d'euros.
Emerson manque une bonne partie de la première moitié de la saison 2017-18 en raison d'une blessure au ligament croisé antérieur qu'il a subie en mai 2017. Il fait son retour le 1er décembre 2017, entrant depuis le banc des remplaçants dans les 15 dernières minutes du match contre SPAL pour la Serie A, qui s'est avéré être sa seule apparition pour l'AS Roma durant cette saison.

### Chelsea FC (2018-2022)

#### Saison 2017-2018
Le 30 janvier 2018, il s'engage en faveur du Chelsea FC, jusqu'en 2022. Selon la Roma, les frais de transfert s'élevent à 20 millions d'euros plus 9 millions d'euros de bonus. Il fait ses débuts contre Hull City au cinquième tour de la FA Cup, assistant son coéquipier Olivier Giroud à signer son premier but à Chelsea en janvier. Les Blues s'imposent 4:0 à Stamford Bridge .
Emerson fait ses débuts en Premier League le 4 mars 2018 en tant que remplaçant en seconde période lors d'une défaite 1:0 à Manchester City. Son premier match en titulaire en Premier League a eu lieu à Burnley le 19 avril. Emerson ouvre le score pour Victor Moses alors que Chelsea s'impose 2:1.

#### Saison 2018-19
Le 26 septembre 2018, lors de sa première apparition de la saison, Emerson marque son premier but pour Chelsea, l'égalisateur temporaire lors d'une victoire 2-1 à l'extérieur contre Liverpool FC , au troisième tour de la EFL Cup. Le 29 mai 2019, il assiste le but d'Olivier Giroud lors d'une victoire 4-1 contre Arsenal FC en finale de la Ligue Europa 2018-2019.

### West Ham United (depuis 2022)
Joueur de West Ham United à partir de la saison 2022-2023, Emerson remporte en fin de saison la Ligue Europa Conférence. Avec cette victoire, il devient le premier joueur à cumuler en carrière des victoires en Ligue des champions, Supercoupe de l'UEFA, Ligue Europa, Ligue Europa Conférence et Euro.

### Carrière en sélection
Emerson représente le Brésil chez les moins de 17 ans lors du Championnat d'Amérique du Sud U-17 2011 et de la Coupe du monde U-17 de la FIFA 2011, où il est sacré champion. Il est un starter incontesté lors des deux tournois, inscrivant un but contre le Chili le 16 mars 2011.
En mars 2017, après avoir acquis la nationalité italienne, Emerson est poursuivi par l'entraîneur-chef italien Gian Piero Ventura dans l'intention de changer son allégeance internationale pour l'Italie. Il change officiellement  d'allégeance à l'Italie le 29 mars 2017. Emerson est appelé par Ventura pour des matches contre l'Uruguay et le Liechtenstein en juin 2017, mais se retire pour cause de blessure et est remplacé par Andrea Conti .
Le 19 mai 2018, le nouveau sélectionneur de l'Italie, Roberto Mancini l'appelle pour les matches amicaux de mai et juin contre l'Arabie saoudite, la France et les Pays-Bas, mais se retire pour une autre blessure. En septembre 2018, il  est rappelé dans l'équipe pour les premiers matches de l'Italie en Ligue des Nations contre la Pologne et le Portugal, plus tard dans le mois. Il fait ses débuts internationaux seniors en Italie le 10 septembre, lors du match de Ligue des nations contre le Portugal, en remplaçant Domenico Criscito en seconde période lors de la défaite 0-1 de son équipe à l'extérieur.
Bien que n'ayant disputé que 2 matchs en Premier League lors de la saison 2020-2021, Emerson est sélectionné pour l'Euro 2020, compétition qu'il débute en tant que remplaçant. À la suite de la blessure de son coéquipier Leonardo Spinazzola en quart de finale contre la Belgique, Emerson démarre en tant que titulaire lors de la demi finale et de la finale de l'Euro 2020. Il remporte la compétition avec son équipe, en battant l'Angleterre (aux tirs au but) le 11 juillet 2021.

## Statistiques
| Saison                | Club                      | Championnat           | Championnat | Championnat | Coupe nationale | Coupe nationale | Coupe de la Ligue | Coupe de la Ligue | Supercoupe | Supercoupe | Compétition(s) continentale(s) | Compétition(s) continentale(s) | Compétition(s) continentale(s) | Ligue d’État | Ligue d’État | Supercoupe UEFA | Supercoupe UEFA | Total | Total |
| Saison                | Club                      | Division              | M.          | B.          | M.              | B.              | M.                | B.                | M.         | B.         | Comp.                          | M.                             | B.                             | M.           | B.           | M.              | B.              | M.    | B.    |
| 2011                  | Santos FC                 | Serie A               | -           | -           | -               | -               | -                 | -                 | -          | -          | -                              | -                              | -                              | 1            | 0            | -               | -               | 1     | 0     |
| 2012                  | Santos FC                 | Serie A               | -           | -           | -               | -               | -                 | -                 | -          | -          | -                              | -                              | -                              | 1            | 0            | -               | -               | 1     | 0     |
| 2013                  | Santos FC                 | Serie A               | 14          | 1           | 1               | 0               | -                 | -                 | -          | -          | -                              | -                              | -                              | 2            | 0            | -               | -               | 17    | 1     |
| 2014                  | Santos FC                 | Serie A               | 3           | 0           | 2               | 0               | -                 | -                 | -          | -          | -                              | -                              | -                              | 6            | 2            | -               | -               | 11    | 2     |
| Sous-total            | Sous-total                | Sous-total            | 18          | 1           | 3               | 0               | 0                 | 0                 | 0          | 0          | -                              | 0                              | 0                              | 12           | 2            | 0               | 0               | 33    | 3     |
| 2014-2015             | US Palerme (prêt)         | Serie A               | 9           | 0           | -               | -               | -                 | -                 | -          | -          | -                              | -                              | -                              | -            | -            | -               | -               | 9     | 0     |
| Sous-total            | Sous-total                | Sous-total            | 9           | 0           | 0               | 0               | 0                 | 0                 | 0          | 0          | -                              | 0                              | 0                              | 0            | 0            | 0               | 0               | 9     | 0     |
| 2015-2016             | AS Roma                   | Serie A               | 8           | 1           | 1               | 0               | -                 | -                 | -          | -          | C1                             | -                              | -                              | -            | -            | -               | -               | 9     | 1     |
| 2016-2017             | AS Roma                   | Serie A               | 25          | 0           | 4               | 0               | -                 | -                 | -          | -          | C1+C3                          | 5+2                            | 1+0                            | -            | -            | -               | -               | 36    | 1     |
| 2017-2018             | AS Roma                   | Serie A               | 1           | 0           | 1               | 0               | -                 | -                 | -          | -          | C1                             | -                              | -                              | -            | -            | -               | -               | 2     | 0     |
| Sous-total            | Sous-total                | Sous-total            | 34          | 1           | 6               | 0               | 0                 | 0                 | 0          | 0          | -                              | 7                              | 1                              | 0            | 0            | 0               | 0               | 47    | 2     |
| 2017-2018             | Chelsea FC                | Premier League        | 5           | 0           | 2               | 0               | -                 | -                 | -          | -          | C1                             | -                              | -                              | -            | -            | -               | -               | 7     | 0     |
| 2018-2019             | Chelsea FC                | Premier League        | 10          | 0           | 1               | 0               | 5                 | 1                 | -          | -          | C3                             | 11                             | 0                              | -            | -            | -               | -               | 27    | 1     |
| 2019-2020             | Chelsea FC                | Premier League        | 15          | 0           | -               | -               | 2                 | 0                 | -          | -          | C1                             | 3                              | 0                              | -            | -            | 1               | 0               | 21    | 0     |
| 2020-2021             | Chelsea FC                | Premier League        | 2           | 0           | 5               | 0               | 2                 | 0                 | -          | -          | C1                             | 6                              | 1                              | -            | -            | -               | -               | 15    | 1     |
| 2021-2022             | Chelsea FC                | Premier League        | 1           | 0           | -               | -               | -                 | -                 | -          | -          | C1                             | -                              | -                              | -            | -            | -               | -               | 1     | 0     |
| Sous-total            | Sous-total                | Sous-total            | 33          | 0           | 8               | 0               | 9                 | 1                 | 0          | 0          | -                              | 20                             | 1                              | 0            | 0            | 1               | 0               | 71    | 2     |
| 2021-2022             | Olympique Lyonnais (prêt) | Ligue 1               | 29          | 1           | -               | -               | -                 | -                 | -          | -          | C3                             | 7                              | 0                              | -            | -            | -               | -               | 36    | 1     |
| Sous-total            | Sous-total                | Sous-total            | 29          | 1           | 0               | 0               | 0                 | 0                 | 0          | 0          | -                              | 7                              | 0                              | 0            | 0            | 0               | 0               | 36    | 1     |
| 2022-2023             | West Ham United           | Premier League        | 22          | 1           | 3               | 0               | 1                 | 0                 | -          | -          | C4                             | 8                              | 1                              | -            | -            | -               | -               | 34    | 2     |
| 2023-2024             | West Ham United           | Premier League        | 35          | 1           | 2               | 0               | 1                 | 0                 | -          | -          | C3                             | 8                              | 0                              | -            | -            | -               | -               | 46    | 1     |
| 2024-2025             | West Ham United           | Premier League        | 31          | 2           | 0               | 0               | 1                 | 0                 | -          | -          | -                              | -                              | -                              | -            | -            | -               | -               | 32    | 2     |
| Sous-total            | Sous-total                | Sous-total            | 88          | 4           | 5               | 0               | 3                 | 0                 | 0          | 0          | -                              | 16                             | 1                              | 0            | 0            | 0               | 0               | 112   | 5     |
| Total sur la carrière | Total sur la carrière     | Total sur la carrière | 211         | 7           | 22              | 0               | 12                | 1                 | 0          | 0          | -                              | 52                             | 3                              | 12           | 2            | 1               | 0               | 310   | 13    |

## Palmarès

### En club
- Chelsea FC
  - Vainqueur de la Ligue des champions en 2021
  - Vainqueur de la Supercoupe de l'UEFA en 2021
  - Vainqueur de la Ligue Europa en 2019
  - Finaliste de Coupe de la Ligue anglaise en 2019
  - Finaliste de la Coupe d'Angleterre en 2020

- West Ham United
  - Vainqueur de la Ligue Europa Conférence en 2023

### En sélection
Italie
- Vainqueur du Championnat d'Europe en 2021
- Finaliste de la Coupe des champions CONMEBOL–UEFA en 2022